# Iwan Sierow
Iwan Aleksandrowicz Sierow (ros. Иван Александрович Серов, ur. 12 sierpnia?/25 sierpnia 1905 we wsi Afimskoje w guberni wołogodzkiej, zm. 1 lipca 1990 w Moskwie) – oficer Armii Czerwonej i bezpieczeństwa państwowego ZSRR w stopniu generała armii (12 marca 1963 roku stopień generała armii został mu obniżony do stopnia generała majora), szef KGB (1954–1958), szef Głównego Zarządu Wywiadowczego (GRU) (wywiadu wojskowego, 1958–1963). Odsunięty w konsekwencji sprawy Olega Pieńkowskiego.
Zbrodniarz stalinowski. Ponosi współodpowiedzialność za mord polskich oficerów w Katyniu i figuruje w tzw. „Rejestrach akt śledczych mordu katyńskiego” (w zbiorach Prokuratury Generalnej RP) jako jedna z „osób zatrudnionych w aparacie NKWD w latach II wojny i mających związek ze sprawą wymordowania polskich oficerów jeńców w 1940 roku”. Osobiście kierował pacyfikacją powstania węgierskiego jesienią 1956 roku.

## Życiorys
W 1923 ukończył szkołę II stopnia w miejscowości Kadnikow i wstąpił do Komsomołu, a w 1925 do Rosyjskiej Komunistycznej Partii (bolszewików). W sierpniu 1925 oddelegowany przez Wołogodzki Gubernialny Komitet RKP(b) do Leningradu na naukę w Leningradzkiej Szkole Piechoty, którą ukończył w 1928 i został skierowany do służby wojskowej. W 1931 na Artyleryjskich Kursach Doskonalenia Kadry Dowódczej Robotniczo-Chłopskiej Armii Czerwonej. Od maja 1936 do stycznia 1939 na studiach w Wojskowej Akademii im. Frunzego, po których w lutym 1939 roku został przeniesiony do NKWD, objął stanowisko zastępcy komendanta, później komendanta Milicji Robotniczo-Chłopskiej NKWD ZSRR, następnie został mianowany szefem Tajnego Wydziału Politycznego Głównego Zarządu Bezpieczeństwa Państwowego (GUGB), i przez jeden miesiąc (sierpień 1939), był zastępcą szefa GUGB.
2 września 1939 roku objął funkcję Ludowego Komisarza Spraw Wewnętrznych Ukraińskiej Socjalistycznej Republiki Radzieckiej, a 2 dni potem otrzymał stopień komisarza Bezpieczeństwa Państwowego 3 rangi. Po radzieckiej agresji na Polskę 17 września 1939 roku zajmował się przesiedleniem ludności polskiej z zajętych Kresów Wschodnich RP. 17 maja 1940 został członkiem KC i Biura Politycznego KC Komunistycznej Partii (bolszewików) Ukrainy (KP(b)U), a w lutym 1941 brał udział w IV plenum KC KP(b)U i został delegatem na XVIII konferencję partyjną WKP(b) 20 II 1941, na której wybrano go kandydatem na członka KC WKP(b).
Rozbijał polską konspirację niepodległościową (ZWZ), w tym osobiście przesłuchiwał i torturował Leopolda Okulickiego, późniejszego Komendanta Głównego AK, który został wówczas osadzony w więzieniu na Łubiance. Rozbrajał oficerów Korpusu Litewskiego i przeprowadzał masowe deportacje Litwinów, Estończyków i Łotyszy z terenu państw bałtyckich.
Po wybuchu wojny z Niemcami w 1941 dowodził wojskami NKWD na najbardziej zagrożonych odcinkach frontu: pod Moskwą, na Krymie, na Kaukazie i pod Stalingradem; jesienią na Przełęczy Kłuchorskiej został kontuzjowany w wyniku wybuchu miny. W 1943 roku kierował masowymi deportacjami Czeczenów, Inguszów i Tatarów, za co został odznaczony Orderem Czerwonego Sztandaru i Orderem Suworowa I klasy. W 1944 mianowany zastępcą kolejnych dowódców 1 Frontu Białoruskiego. 11 stycznia 1945 został Pełnomocnikiem NKWD ZSRR przy 1 Froncie Białoruskim. Za kierowanie działalnością grup operacyjnych NKWD „na rzecz zlikwidowania elementu antysowieckiego” w pasie działań 1 Frontu Białoruskiego został 21 kwietnia 1945 odznaczony Orderem Kutuzowa I klasy.
Po utworzeniu Ludowego Komisariatu Bezpieczeństwa Państwowego (NKGB) ZSRR w lutym 1941 objął stanowisko I-go zastępcy Wsiewołoda Mierkułowa Ludowego Komisarza Bezpieczeństwa Państwowego; sprawował ów stanowisko do 31 lipca 1941, czyli do rozformowania NKGB.
W latach 1941–1947 sprawował funkcję jednego z zastępców ludowego komisarza spraw wewnętrznych (NKWD) którym był Ławrientij Beria, od marca 1946 minister spraw wewnętrznych MWD.
Mianowany 6 marca 1945 roku głównym doradcą NKWD przy Ministerstwie Bezpieczeństwa Publicznego (MBP) osobiście, jako gen. Iwanow, przeprowadził 27 i 28 marca 1945 roku aresztowanie 16 przywódców Polskiego Państwa Podziemnego, postawionych następnie przed sądem w Moskwie (tzw. proces szesnastu). Kierował działaniami NKWD na ziemiach polskich i nadzorował masowe aresztowania byłych AK-owców. Wydatnie przyczynił się do rozbicia struktur AK i Polskiego Państwa Podziemnego. W Polsce pozostał do maja 1945 r. Następnie został przeniesiony do radzieckiej strefy okupacyjnej w Niemczech.
Za porwanie polskich przywódców Stalin odznaczył go tytułem Bohatera Związku Radzieckiego i awansował do stopnia generała-pułkownika. Bolesław Bierut nadał mu w kwietniu 1946 roku Krzyż Orderu Virtuti Militari IV klasy. Order został odebrany Sierowowi w 1995 roku przez Prezydenta RP Lecha Wałęsę.
Po śmierci Stalina Sierow opowiedział się za Chruszczowem w walce z Ławrientijem Berią, za co objął stanowisko pierwszego zastępcy ministra w zintegrowanym Ministerstwie Spraw Wewnętrznych ZSRR (MWD). 13 marca 1954 roku powołany na przewodniczącego KGB, stanowisko to sprawował do 8 grudnia 1958 roku, zastąpił go Aleksandr Szelepin. Od grudnia 1958 do lutego 1963 roku szef Głównego Zarządu Wywiadowczego (GRU) (wywiadu wojskowego). Podczas sprawowania funkcji przewodniczącego KGB, Sierow m.in. brał udział w tłumieniu powstania węgierskiego w 1956 roku, osobiście dowodził operacjami KGB. Za stłumienie powstania na Węgrzech Sierow otrzymał drugi Order Kutuzowa I klasy w grudniu 1956.
2 lutego 1963 został zwolniony ze stanowiska szefa GRU, a 7 marca 1963 uchwałą Rady Ministrów ZSRR „za utratę czujności politycznej” zdegradowany do stopnia generała majora (po aferze z płk. Pieńkowskim). 4 kwietnia 1962 uchwałą Prezydium Rady Najwyższej ZSRR został pozbawiony Orderu Suworowa I klasy przyznanego w 1944 za udział w wysiedlaniu Czeczenów i Inguszy, 12 marca 1963 został pozbawiony tytułu Bohatera Związku Radzieckiego i Orderu Lenina przyznanego mu wraz ze Złotą Gwiazdą Bohatera ZSRR, a 3 lutego 1964 został pozbawiony jednego z Orderów Czerwonego Sztandaru przyznanego mu w lipcu 1944 za udział w operacji wysiedlania Tatarów krymskich. 9 kwietnia 1965 Komitet Kontroli Partyjnej po rozpatrzeniu jego akt personalnych wykluczył go z partii za „łamanie prawa radzieckiego oraz wykorzystywanie pozycji służbowej do celów osobistych”, a 1 września 1965 rozkazem ministra obrony ZSRR Rodiona Malinowskiego został zwolniony do rezerwy.
W 1965 roku przeszedł w stan spoczynku, zmarł 1 lipca 1990.

## Odznaczenia
- Złota Gwiazda Bohatera Związku Radzieckiego (29 maja 1945) (odebrana 12 marca 1963)
- Order Lenina (sześciokrotnie: 26 kwietnia 1940, 13 grudnia 1942, 29 maja 1945, 30 stycznia 1951, 19 września 1952 i 25 sierpnia 1955)
- Order Czerwonego Sztandaru (pięciokrotnie: 20 września 1943, 7 lipca 1944, 3 listopada 1944, 5 listopada 1954 i 31 grudnia 1955)
- Order Suworowa I klasy (8 marca 1944, odebrany 4 kwietnia 1962)
- Order Kutuzowa I klasy (dwukrotnie: 21 kwietnia 1945 i 18 grudnia 1956)
- Medal Partyzantowi Wojny Ojczyźnianej (9 lipca 1943)
- Odznaka „Zasłużony Funkcjonariusz NKWD” (28 maja 1941)
- Krzyż Złoty Orderu Virtuti Militari (Polska - uchwała KRN z 24 kwietnia 1946) – pozbawiony orderu w 1995 decyzją Prezydenta RP